# دانشگاه برونئی دارالسلام
دانشگاه برونئی دارالسلام (UBD) یک دانشگاه تحقیقاتی ملی است که در بندر سری بگاوان، برونئی واقع شده‌است. این دانشگاه در سال ۱۹۸۵ تأسیس شد و از آن زمان به بزرگترین دانشگاه کشور از نظر ثبت نام دانشجو و برنامه درسی ارائه شده تبدیل شده‌است.

## دانشکده و موسسات
دانشکده‌های دانشگاه برونئی دارالسلام شامل:
- آکادمی مطالعات برونئی (APB)
- دانشکده هنر و علوم اجتماعی (FASS)
- دانشکده تجارت و اقتصاد UBD (UBDSBE)
- دانشکده علوم (FOS)
- دانشکده فناوری‌های یکپارچه (FIT)
- مؤسسه آموزشی سلطان حسن بلکیاه (SHBIE)
- مؤسسه علوم بهداشتی PAPRSB (PAPRSB IHS)
- مؤسسه مطالعات آسیایی (IAS)
- مؤسسه رهبری، نوآوری و پیشرفت (ILIA)
- مؤسسه مطالعات سیاست (IPS)
- مرکز مطالعات اسلامی SOAS (SOASCIS)
- مرکز نوآوری دولت الکترونیک (eGInC)
- مرکز UBD|IBM
- مؤسسه تحقیقات تنوع زیستی و محیطی (IBER)
- مرکز علوم مواد و انرژی پیشرفته (CAMES)
- مرکز تحقیقات پیشرفته (CARe)
- مرکز زبان (LC)

## رتبه‌بندی
براساس رتبه‌بندی دانشگاه‌های جهان در سال ۲۰۲۲ که مؤسسه QS آن را انجام داده‌است دانشگاه برونئی دارالسلام در رتبه ۲۵۰ برترین دانشگاه‌ها جهان قرار گرفته‌است. در رتبه‌بندی مؤسسه تایمز این دانشگاه در رتبه ۴۰۰–۳۵۱ در بین دانشگاه‌های جهان در سال ۲۰۲۲ قرار گرفته‌است.